# Strutturistica chimica
La strutturistica chimica è quella branca della chimica fisica che si occupa di descrivere qualitativamente e quantitativamente la struttura sia delle singole molecole che dei cristalli.
Uno degli scopi principali consiste nel ricavare regole generali riguardo al modo in cui le caratteristiche chimiche e fisiche influenzano lo sviluppo della struttura molecolare globale (per esempio la correlazione tra la configurazione elettronica dei componenti il cristallo e la simmetria del reticolo cristallino risultante). Altro ambito di studio riguarda l'individuazione di regolarità di validità generali riguardanti le relazioni caratteristiche fra le strutture.
Per la determinazione della struttura dei monocristalli e delle polveri policristalline si fa uso di tecniche cristallografiche, come la diffrazione dei raggi X, la diffrazione da parte degli elettroni, e anche di tecniche spettroscopiche.